# Газі-бек
Газі-бек (д/н–1502) — 38-й ширваншах в 1501—1502 роках.

## Життєпис
Походив з династії Дербенді. Син ширваншаха Фаррух Ясара. 1501 року після смерті брата Бахрам-бека посів трон. У цей час Баку опинилося в облозі сефевідських військ на чолі з Мухаммед-беком Устаджлу і Іл'яс-беком Айгутоглу Хунуслу. Самого Газі-бека в цей час в Баку не було. Його дружина, що фактично очолила оборону, наказала стратити ворожого посланця, який прибув з пропозицією про капітуляцію. Запеклий опір змусив Ісмаїла I відправити підкріплення під орудою Хулафа-бека, а потім прибув особисто. Після штурму Юаку впало. Його пограбували й сплюндрували, загинуло більшість мешканців. Ісмаїл I наказав знайти могили тих, хто брав участь у вбивстві його діда Шейха Джунейда, кинути їхні кістки в огонь і спалити. Втім, на думку дослідників, це легенда, оскільки дослідження XX ст. поховань ширваншахів династії дербенді свідчить, що ці могили ніхто не чіпав.
Газі-бек зумів закріпитися в фортеці Гюлістан (гірська частина Ширвана), його сини — в фортецях Бугурд і Сурхаб. Ситуацію змінила війна Сефевідів і Ак-Коюанлу, що дало деякий перепочинок попри успіхи Ісмаїла I. Ширваншах готував відвоювати Ширван, перетворений на провінцію держави Сефевідів, але був зрадницький вбитий сином Султан-Махмудом у 1502 році.